# Великосёлки
Великосёлки (укр. Великосілки) — село в Новоярычевской поселковой общине Львовского района Львовской области Украины.
Население по переписи 2001 года составляло 1444 человека. Занимает площадь 20,47 км². Почтовый индекс — 80453. Телефонный код — 3254.

## История
В 1946 г. Указом ПВС УССР село Желехов Великий переименовано в Великоселки.

## Персоналии
- Демцюх, Зиновий Николаевич — украинский дирижёр, педагог
- Вантух, Мирослав Михайлович — украинский хореограф